# 神明站 (北海道)

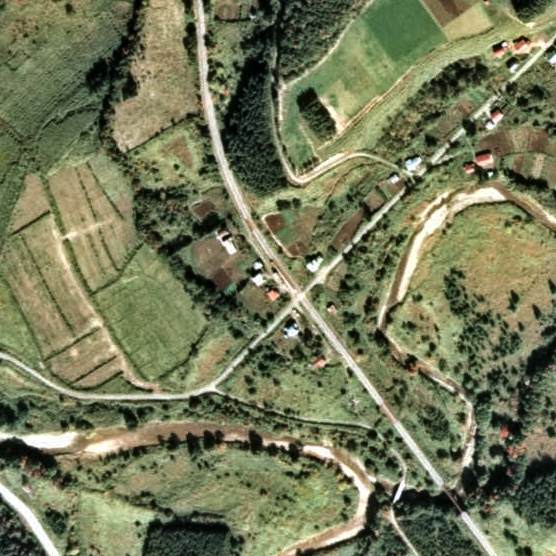
1976年的神明站與方圓約500米範圍。左邊是江差方向。

神明站（日语：／ Shimmei eki */?）是位於北海道檜山郡上之國町字神明，北海道旅客鐵道的江差線車站（廢站）。隨著江差線木古內站至江差站廢除，車站在2014年（平成26年）5月12日廢除。

## 歷史
- 1957年（昭和32年）1月25日：日本國有鐵道江差線開設此站。當時為客運車站。
- 1987年（昭和62年）4月1日：伴隨國鐵分割民營化，車站由北海道旅客鐵道（JR北海道）營運。
- 2014年（平成26年）5月12日：江差線木古內站至江差站之間廢除，此站也廢除[2]。

## 車站構造
截至車站廢除前，此站是地面車站，設有1面1線的單式月台。此站沒有車站大樓，月台旁設有古老候車室。在車站啟用當初已經是無人車站，由江差站管理。

## 使用狀況
| 乘車人次變化 | 乘車人次變化     |
| 年度         | 一日平均乘車人次 |
| ------------ | ---------------- |
| 2011         | 0                |
| 2012         | 0                |
| 2013         | 0                |

## 車站周邊
- 天之川（日语：天の川 (北海道)）
- 神明之澤川

## 現況
截至2018年7月，路軌還存在。月台和候車室已被拆毀，變成空地。

## 相鄰車站
北海道旅客鐵道（JR北海道）
江差線
吉堀－神明－湯之岱

## 注腳
1. 1 2 3 4  さよなら江差線編集委員会（編集） (编). . 北海道新聞社. 2014: 162. ISBN 978-4-89453-743-9 （日语）.
2. ↑   (PDF) (新闻稿). 北海道旅客鉄道. 2013-04-26  [2013-04-26]. （原始内容 (PDF)存档于2013-05-13） （日语）.